# Athysanota
Athysanota is een geslacht van vlinders van de familie Lycaenidae.

## Soorten
- A. ornata (Mabille, 1890)
- A. pseudosoyauxii (Ehrmann, 1894)
- A. punctalus Dew.